# Benešov (distrito)
Benešov é um distrito da República Checa na região de Boémia Central, com uma área de 1.523 km² com uma população de 93.156 habitantes (2002) e com uma densidade populacional de 61 hab/km².